# Julien Bos
Pour les articles homonymes, voir Bos.
Julien Bos, né le 18 août 1998 à Pessac, est un handballeur international français évoluant au poste d'arrière droit au Handball Club de Nantes.

## Biographie
Il est le fils de Patrick Bos, joueur en D1 dans les années 1990 au Girondins de Bordeaux HBC, et de Carole Bos. Il a également un frère Clément Bos qui évolue notamment en N2 au Girondins de Bordeaux HBC puis en N1 à l'ASB Rezé à partir de 2023
Julien Bos rejoint en 2016 le centre de formation du Montpellier Handball, avant d'y signer son premier contrat professionnel en 2018.
Auteur d'un début de saison 2021/2022 particulièrement réussi notamment en Ligue des champions, il est retenu en novembre 2021 par Guillaume Gille pour participer à la Golden League avec l'équipe de France. Après plusieurs mois de rumeurs, sa signature au HBC Nantes à compter de l'été 2023 est officialisée en octobre 2022

## Palmarès

### En club
compétitions nationales
- deuxième du Championnat de France en 2021 et 2023
- finaliste de la coupe de France en 2021 et 2023

### En équipes nationales
Équipe de France A
- Médaille de bronze au championnat du monde 2025 en Norvège, en Croatie,et au Danemark

Équipes de France jeunes et junior
- vainqueur du championnat du monde junior en 2019[2]
- finaliste du championnat d'Europe junior en 2018
- vainqueur du championnat du monde jeunes en 2017
- vainqueur du championnat d'Europe jeunes en 2016